# Итс, Александр Рудольфович
Алекса́ндр Рудо́льфович И́тс (род. 1 января 1952, Ленинград, РСФСР, СССР) — советский и американский математик. Преподаватель, заслуженный профессор Индианского университета и Индианского университета — Университета Пердью в Индианаполисе с 1993 года.

## Биография
Родился 1 января 1952 в Санкт-Петербурге, в семье этнографа, специалиста в области этнической истории Восточной Азии, Сибири, доктора исторических наук, профессора Р. Ф. Итса (1928—1990). Ученик В. Б. Матвеева. В 1977 году получил степень кандидата физико-математических наук в Санкт-Петербургском государственном университете, научный руководитель Л. Д. Фаддеев, тема диссертации «Точное интегрирование в римановых Θ-функциях нелинейного уравнения Шрёдингера и модифицированного уравнения Кортевега — де Фриза». В 1986 году защитил докторскую диссертацию на тему «Метод изомонодромных деформаций в теории вполне интегрируемых нелинейных эволюционных систем». Работает в области точно решаемых задач, асимптотического анализа матричных моделей с использованием методов Римана – Гильберта и изомонодромной деформации, специальных функций, фредгольмовых и тёплицевых операторов, а также интегрируемых нелинейных уравнений в частных производных типа уравнения Кортевега — де Фриза и обыкновенных дифференциальных уравнений и трансцендент Пенлеве.
Соавтор формул Итса — Матвеева, формулы Козела — Котлярова — Итса.

## Награды
Лауреат премии Московского математического общества (1976) совместно с Б. А. Дубровиным и И. М. Кричевером, Ленинградского математического общества (1981), стипендиат Лондонского математического общества (2002), Израильской академии естественных и гуманитарных наук (2009), член Американского математического общества с 2012 года. В 2012 году в институте Анри Пуанкаре была проведена конференция «Интегрируемые системы и случайные матрицы».